# Aega maxima
Aega maxima är en kräftdjursart som beskrevs av Hansen 1897. Aega maxima ingår i släktet Aega och familjen Aegidae. Inga underarter finns listade i Catalogue of Life.